# Gérard Delbeke
Gérard Delbeke (1 augustus 1898 te Ruiselede - 1977) was een Belgisch voetballer en voetbalcoach. Hij was actief bij Club Brugge in de jaren 20 en werd er later trainer. Hij speelde ook eenmaal in het nationale elftal.
Delbeke speelde vanaf 1923 als voetballer bij FC Brugeois in de hoogste nationale reeks. Als middenvelder werd hij ook eenmaal als Rode Duivel opgesteld. Met de nationale ploeg speelde hij zo op het allereerste Wereldkampioenschap in het verre Uruguay, waar hij aantrad in de match tegen Paraguay.Hij speelde in eerste Klasse 117 wedstrijden en scoorde 42 doelpunten.
In 1933 ging Delbeke aan de slag als oefenmeester bij Club Brugge, dat net gedegradeerd was uit de hoogste afdeling. Club eindigde het seizoen als derde en kon niet opnieuw promoveren; Delbeke werd vervangen door Arthur Volckaert. In 1939 degradeerde Club opnieuw uit de hoogste afdeling. Robert De Veen werd toen als trainer ontslagen, en Gerard Delbeke werd opnieuw aangenomen, met Louis Versyp als assistent. Delbeke bleef die functie ook vervullen tijdens de Tweede Wereldoorlog, toen verschillende seizoenen geen normale competities gespeeld werden, maar diverse noodcompetities werden ingericht. Toen er na de oorlog opnieuw normale competities van start gingen, werd Louis Versyp hoofdtrainer.